# Comitatul Erie, Pennsylvania
Comitatul Erie, conform originalului din engleză, County of Erie, dar numit curent Erie County, este unul din cele 62 de comitate ale statului american Pennsylvania. Conform datelor statistice ale recensământului din anul 2000, furnizate de United States Census Bureau, populația sa totală era de 280.843  de locuitori. Sediul comitatului este orașul omonim, Erie. GR6
Numele comitatului a fost luat de la numele lacului Erie, unul din cele cinci lacuri cunoscute sub numele de Marile Lacuri ale Americii de Nord. La rândul său, numele lacului peovine de la populaţia tribului (devenit extinct la sfârșitul secolului al 17-lea) nativilor nord-americani Erie sau Erieehronon, care au locuit la sudul și estul lacului înainte de 1654, după care au fost distruși și asimilați de tribul Iroquis.

## Geografie
Conform datelor statistice furnizate de United States Census Bureau, comitatul are o suprafață totală de 3.178 km2 (sau de 1,277 mile patrate), dintre care 2.704 km2 (sau 1.044 square miles) este uscat și 14.89 % (474 km2 sau 183 square miles) este apă.

## Educație
Următoarele districte școlare deservesc Comitatul Erie, Pennsylvania.

## Demografie
|  | Graficele sunt indisponibile din cauza unor probleme tehnice. Mai multe informații se găsesc la Phabricator și la wiki-ul MediaWiki. |

Date: Wikidata - grafică realizată de Wikipedia